# Abechia
Abechia, encore appelé Abichia, est une localité située dans la commune d'Andek-Ngie dans le département de Momo au Nord-Ouest du Cameroun.

## Population
Lors du recensement de 2005, Abechia comptait 365 habitants, dont 178 hommes et 187 femmes. Une étude de 2011 évalue cette population à 2 895 personnes.

## Langue
Avec Bassic, Echia, Essaw et Nkon, c'est l'un des quelques villages de l'arrondissement où l'on parle le ngie, une langue des Grassfields.

## Services sociaux
Abechia dispose d'une école primaire publique, G.S. Abechia, mais pas d'institutions d'enseignement secondaire (en 2011).
L'hôpital le plus proche d'Abechia se trouve dans la localité de Nkon, Nkon H.C.

## Accès aux énergies
En 2011, Abechia n'avait pas accès à l'eau potable ni à l'électricité.